# Майор, Карлос
Карлос Альберто Майор (исп. Carlos Alberto Mayor) (5 октября 1965, Буэнос-Айрес, Аргентина) — аргентинский футболист, защитник, ныне тренер футбольного клуба «Дефенсорес де Бельграно».

## Клубная карьера
Карлос Майор выступал за различные аргентинские и латиноамериканские клубы, также два года провёл в японском «Ависпа Фукуока». Больше всего игр и сезонов Майор провёл с аргентинским клубом «Архентинос Хуниорс», с которым становился победителем Чемпионат Насьональ и Кубка Либертадорес в 1985 году. В 1990 году покинул «Архентинос Хуниорс», в котором сыграл 116 игр и забил 7 голов.
Затем он подписал контракт с «Химнасия и Эсгрима» (38 матчей, 2 гола), а затем с «Унион (Санта-Фе)» (32 матча, 2 гола). Потом решил перебрать в Чилийский «Депортес Икике» в 1993 году, а затем и вообще в Японию во вновь сформированный клуб «Ависпа Фукуока». Там он присоединился к своему бывшему товарищу по команде Уго Марадоне и помог команде за три сезона выйти в Японскую Джей-лигу.
В 1997 году он вернулся в Аргентину и подписал контракт с «Олл Бойз», где он провёл чуть более двух сезонов. Завершил свою карьеру футболиста в «Депортиво Эспаньол». В своей карьере он провел 234 матча чемпионата Аргентины.

## Международная карьера
В 1988 году был вызван в Олимпийскую сборную Аргентины для участия в Олимпийских играх в Сеуле, в ходе которых он сыграл два матча. Больше в состав сборной Аргентины Карлос Майор не вызывался.

## Тренерская карьера
Тренерскую карьеру начал в 2011 году. Больших достижений в тренерской карьере пока не добился. Сейчас он тренирует клуб «Альмагро», выступающий в втором дивизионе Примере B.

## Достижения

### Клубные
Архентинос Хуниорс
- Кубок Либертадорес (1): 1985 (победитель)
- Чемпионат Насьональ (1): 1985 (победитель)